# Dziewczyna z perłą (film)
Dziewczyna z perłą (ang. Girl with a Pearl Earring) – brytyjsko-belgijsko-luksemburski film kostiumowy z 2003 roku w reżyserii Petera Webbera. Adaptacja powieści Tracy Chevalier Dziewczyna z perłą. Zdjęcia kręcono w Holandii (Amsterdam, Delft), Belgii (Damme) i Luksemburgu.
Film (jak i powieść) przedstawiają okoliczności powstania obrazu Jana Vermeera Dziewczyna z perłą. Ponieważ wiedza historyków dotycząca biografii malarza jest  szczątkowa, dzieło jest nie oparte na faktach, lecz artystyczną interpretacją życiorysu twórcy. 

## Opis fabuły

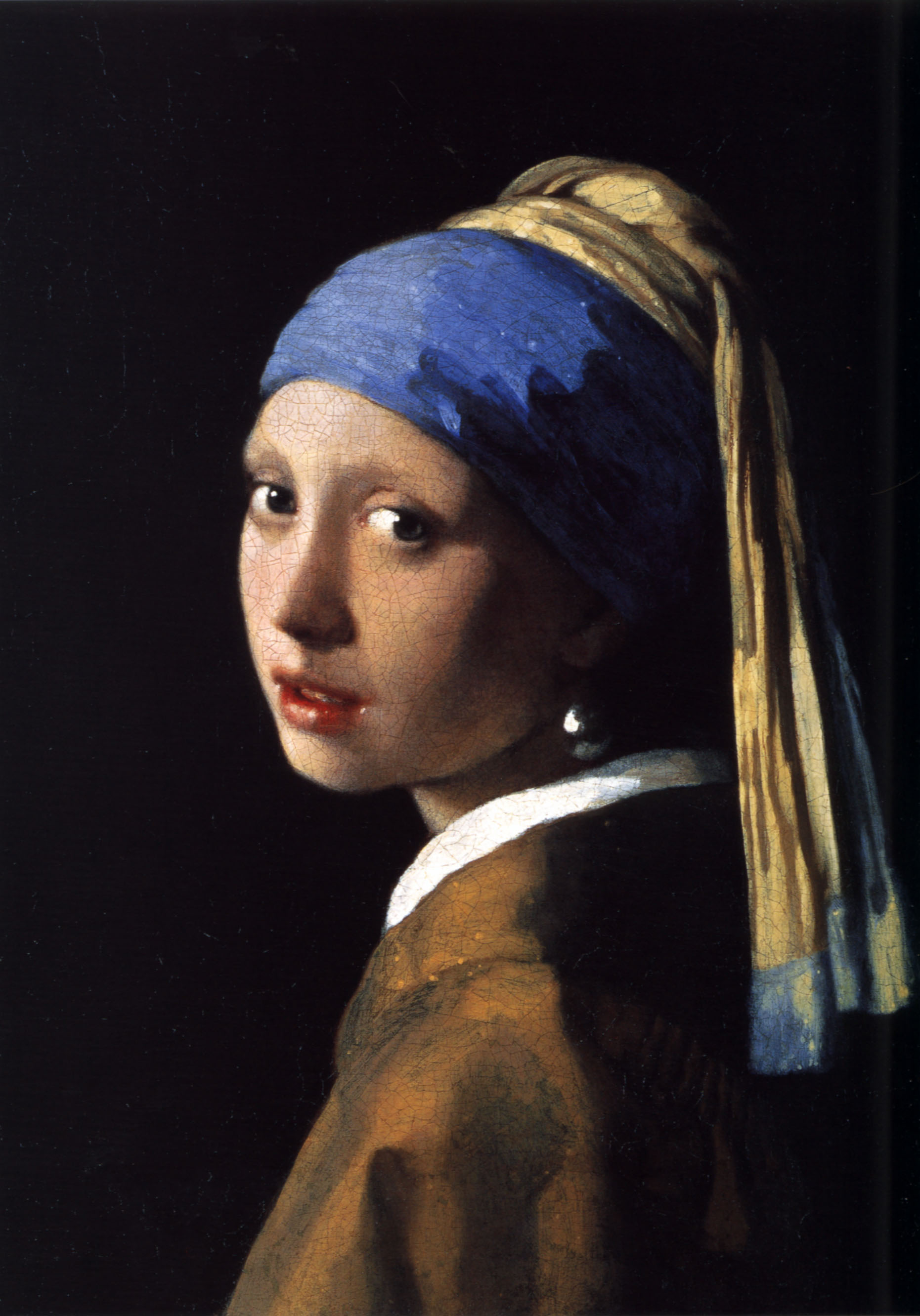
Portret Jana Vermeera, stanowiący oś fabuły całego filmu

Niderlandy, rok 1665. 17-letnia Griet zostaje służącą w domu państwa Vermeerów. Dziewczyna orientuje się, że stosunki między małżonkami są napięte. Żona nie podziela malarskich fascynacji męża, ma pretensje, że wpędza rodzinę w długi, pracując zbyt wolno. Vermeerowie mają kilkoro dzieci, a Catharina spodziewa się kolejnego. Nadzieję na potrzebne pieniądze daje nowe zamówienie. Johannes Vermeer tworzy obraz wiele miesięcy, dopracowuje każdy detal. Niespodziewanie odnajduje w służącej bratnią duszę. Griet stanie się jego modelką i muzą.

## Obsada
- Colin Firth jako Jan Vermeer
- Scarlett Johansson jako Griet
- Tom Wilkinson jako van Ruijven
- Essie Davis jako Catharina Vermeer
- Alakina Mann(inne języki) jako Cornelia Vermeer
- Cillian Murphy jako Pieter
- Judy Parfitt jako Maria Thins
- Geoff Bell(inne języki) jako Paul
- Joanna Scanlan(inne języki) jako Tanneke
- Anna Popplewell jako Maertge

i inni